# Palazzo imperiale romano di Sirmio
Il palazzo imperiale romano di Sirmio era un'antica struttura costruita al tempo del Cesare Galerio (attorno al 293) quando fece di Sirmio (oggi Sremska Mitrovica) la sua prima capitale dell'Illirico insieme, più tardi a Tessalonica.

## Storia
Con l'instaurazione del governo tetrarchico voluto da Diocleziano, a partire dal 293 circa, il Cesare per l'Oriente, Galerio, scelse come sua prima capitale Sirmium, di fronte al limes danubiano, utilizzando in seguito anche Tessalonica, quale sua seconda sede, vista la sua favorevole posizione sul mare Egeo (similmente a quanto aveva fatto in Occidente Massimiano, scegliendo sia Mediolanum, sia Aquileia sul mare). Egli aggiunse infine alla città una nuova zecca imperiale.
Ma Sirmium era stata in passato utilizzata dagli Imperatori romani fin dalla fine del II secolo come sede imperiale. Accadde infatti che, durante le guerre marcomanniche, fu "quartier generale" delle armate settentrionali di Marco Aurelio negli anni 174 e 175 durante la prima expeditio germanica e nel 179-180 durante la secunda expeditio germanica. Qui potrebbe essere stata trasportata la salma dello stesso imperatore filosofo, morto il 17 marzo del 180, secondo quanto ci tramanda lo storico cristiano Tertulliano, contemporaneo ai fatti.
Il 15 marzo del 351, a Sirmium, fu eletto Cesare d'Oriente, un esponente della dinastia costantiniana, il cugino e cognato di Costanzo II, Gallo. Poco dopo Costanzo II qui organizzò un sinodo, che produsse un credo ariano. In seguito questo imperatore trascorse altri periodi nella sua città natale, come nel corso della campagna contro Magnenzio (con quest'ultimo che tentò invano di assediare la città), durante l'inverno del 351/352 oppure dall'ottobre del 357 al maggio del 359, quando vi pose la sua corte imperiale (con l'ampliamento del preesistente palazzo imperiale) ed il suo "quartier generale" per le campagne militari condotte nella primavera di quello stesso anno contro gli Iazigi e gli alleati, Quadi.
Pochi anni più tardi (nel 361), la città di Sirmio si arrese a Flavio Claudio Giuliano, il quale entrò in città trionfante e soggiornò per alcuni giorni nel suo palatium, poco prima della morte di Costanzo II. Nel 375 la morte dell'imperatore Valentiniano I, impegnato sul fronte suebo-sarmatico, fu preannunciato, poco prima del 17 novembre, da un fulmine che si abbatté sulla città di Sirmium ed incendiò il foro e parte della reggia imperiale.

## Archeologia del palazzo

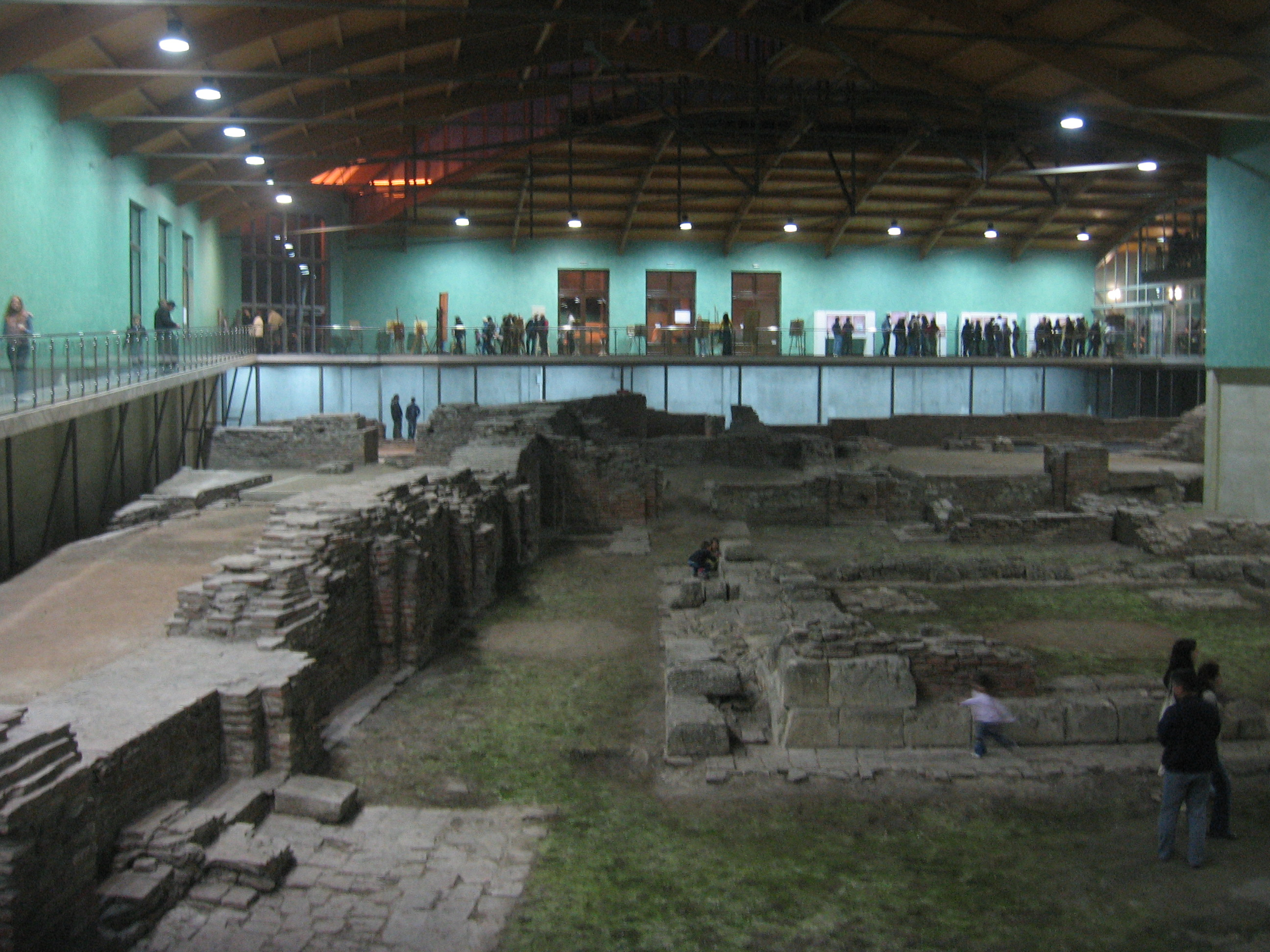
Il palazzo imperiale di Sirmium dell'epoca dell'imperatore Galerio.

Il palazzo imperiale romano di Sirmio (oggi Sremska Mitrovica), sulla base delle indagini archeologiche (iniziate nel 1957), è da collocarsi nella parte sud-est dell'antica città, adiacente al circus (a nord del palatium). Galerio stabilì così la sua residenza imperiale a partire dal 293, come Cesare poi, come Augusto, sembra che abbia prediletto la sede imperiale di Tessalonica dal 305 in poi, fino ad almeno il 311 quando morì.
La pianta del palazzo imperiale di Galerio non è del tutto chiara. Il sito fu scoperto casualmente nel 1957 mentre si stava procedendo alla realizzazione di un palazzo residenziale. Qui vennero alla luce grandi mura, alcuni mosaici ed un impianto di riscaldamento sotto l'antica pavimentazione. Si trattava forse di un complesso termale interno al palatium. Poco più a nord sono poi state indagate altre aree adiacenti al palazzo, dove si è scoperto un grande circo romano. Il palazzo si trovava quindi, come similmente era accaduto anche ad Antiochia, Mediolanum ecc. in prossimità del circo (utilizzato spesso per la presentazione di cerimonie ufficiali davanti al pubblico cittadino/provinciale), delle mura, non molto distante dal fiume Sava. Il palazzo imperiale aveva sia la funzione di rappresentanza ed amministrativa, con adeguate sale di ampio respiro per i ricevimento di re clienti o alti dignitari imperiali, sia stanze private dove l'imperatore e la sua famiglia potevano vivere ed utilizzare quale residenza personale.